# Kōchi Chōjō
Kōchi ueekata Chōjō (幸地親方朝常), 1843-1891, est un aristocrate des îles Ryūkyū connu pour avoir dirigé un mouvement de pétition devant le gouvernement de la dynastie Qing de Chine afin de sauver le royaume de Ryūkyū de l'annexion par l'empire du Japon, à la suite de l'annonce en 1872 par le gouvernement de Meiji de mettre en œuvre cette décision.
Il est fréquent à cette époque pour les aristocrates de Ryūkyū d'avoir plusieurs noms. Chōjō qui porte le titre de ueekata du domaine de Kōchi, est ainsi connu sous le nom « Kōchi ueekata ». Il est aussi connu sous le nom « Shō Tokukō » (向徳宏, C: Xiang Dehong).

## Biographie
Les détails du début de sa vie sont inconnus. En 1876, cependant, Chōjō part pour la Chine du port de Unten dans la péninsule de Motobu, au nord de l'île d'Okinawa, prétendant ne faire qu'une traversée vers la proche Ie-jima. Arrivé en Chine, il adopte la coiffure et la robe chinoise (mandchoue) et se servant du Ryūkyū-kan de Fuzhou pour base, il commence à voyager dans différentes régions, cherchant à recueillir du soutien à sa cause, à savoir celui de convaincre le gouvernement des Qing d'aider Ryūkyū à restant indépendant du Japon.
Chōjō réunit d'autres Ryūkyūens qui, comme lui, ont fui la Chine, dont Rin Seikō (林世功) et Sai Taitei (蔡大鼎). Ensemble, ils présentent de nombreuses requêtes aux fonctionnaires Qing pour demander de l'aide au nom du royaume. Bien qu'il y ait peu, voire pas du tout, de réponse positive pendant une longue période, Chōjō et les autres n'abandonnent pas.
Il meurt dans la province du Fujian.